# 4234 Evtushenko
4234 Evtushenko è un asteroide della fascia principale. Scoperto nel 1978, presenta un'orbita caratterizzata da un semiasse maggiore pari a 3,2044191 UA e da un'eccentricità di 0,1719680, inclinata di 1,68644° rispetto all'eclittica.